# Sergelhuset

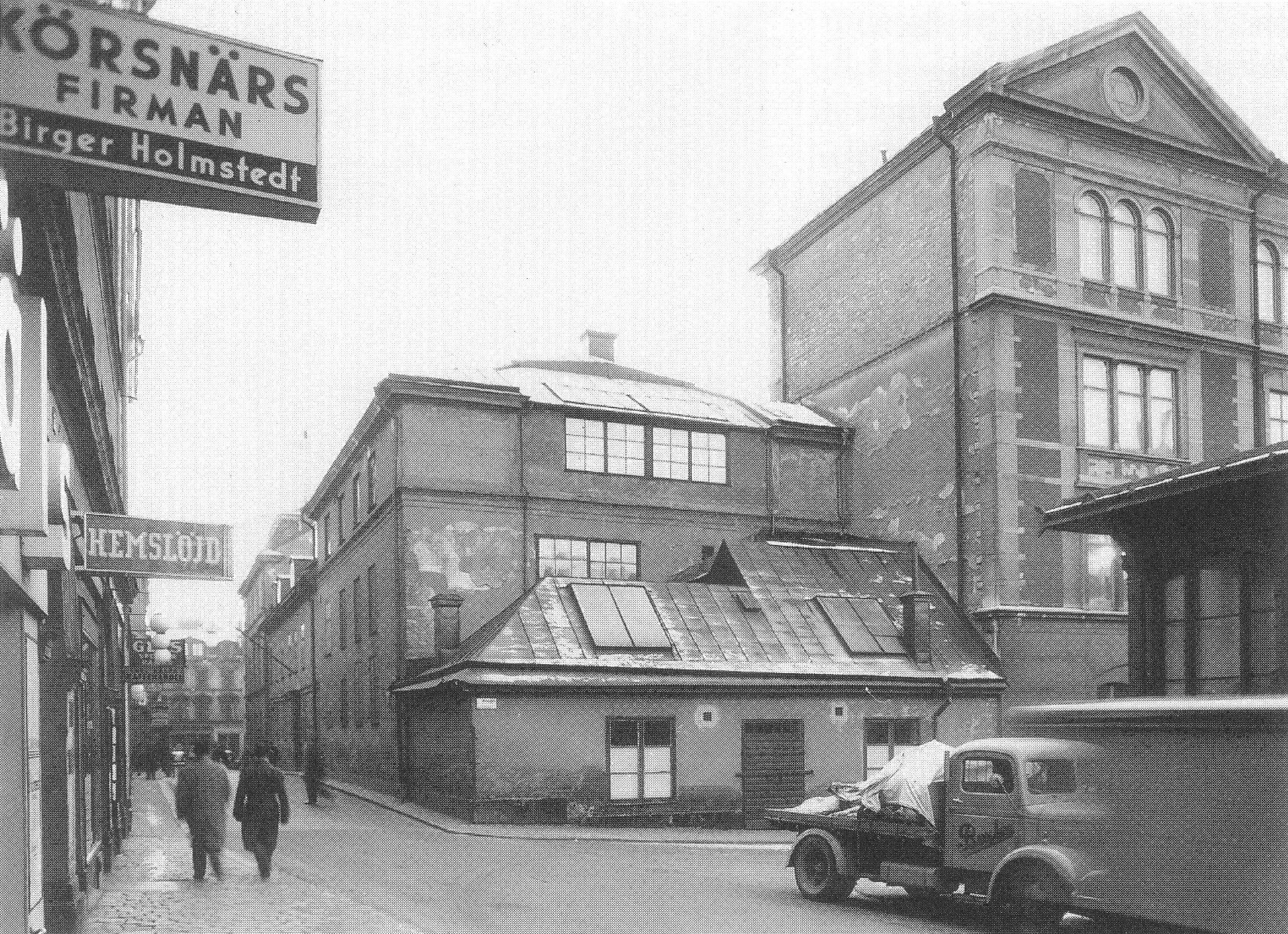
Sergelhuset och Sergelgatan från norr. Till höger Nya Elementarskolan.

Sergelhuset (även kallat Bildhuggarbostället eller Kungl. Statybildhuggarebostället) var en byggnad i kvarteret Beridarebanan på Sergelgatan 1 vid Hötorget i centrala Stockholm.

## Historik
Byggnaden var ursprungligen ett gjuteri, och inrymde från 1786 ateljé för bildhuggaren Johan Tobias Sergel (1740-1814). Efter Sergel flyttade Carl Fredrik von Breda in, men redan 1816 tvingades han lämna plats för Johan Niclas Byström. Under 1900-talets första år inrymde byggnaden ateljé och möjligen bostad för skulptören och professorn vid Konstakademien John Börjeson (1832-1910).
Under 1900-talet tjänade byggnaden även som lokaler för Grafiska Sällskapet och Konsthögskolan från 1914. 1926 fick Konsthögskolan ökade lokaler i Sergelhuset för dekorativa skolan, för undervisning i materiallära, anatomi och perspektiv.
Byggnaden revs 1953 under högljudda protester från kulturpersonligheter för att ge plats för det nya Hötorgscity som uppfördes i samband med Norrmalmsregleringen.
1885 döptes gatan där byggnaden låg till det nuvarande namnet Sergelgatan. Idag finns Göran Strååts staty av Sergel på Sergelgatan på den plats där hans ateljé låg. 2006 hade Stockholmspartiet i sitt program för Norrmalm att "återskapa Sergels ateljé vid Hötorget", oklart hur.

## Bilder

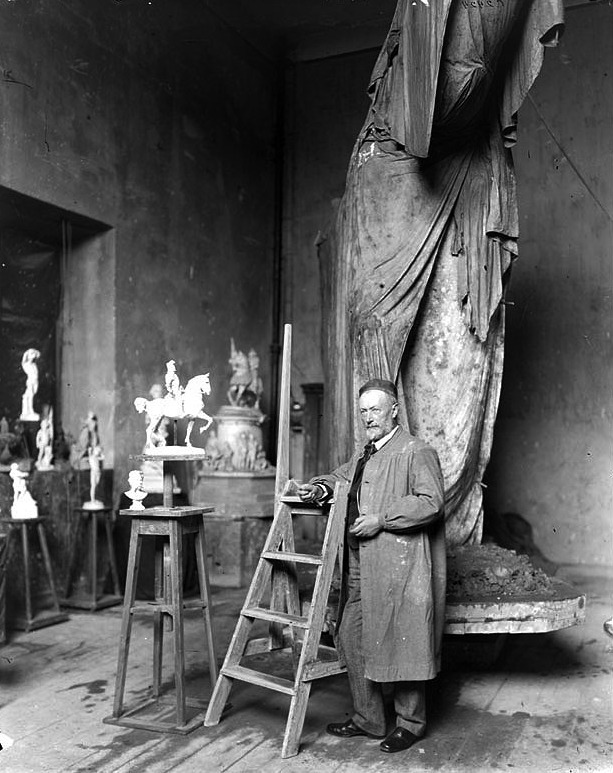
John Börjesons ateljé i Sergelhuset, 1901
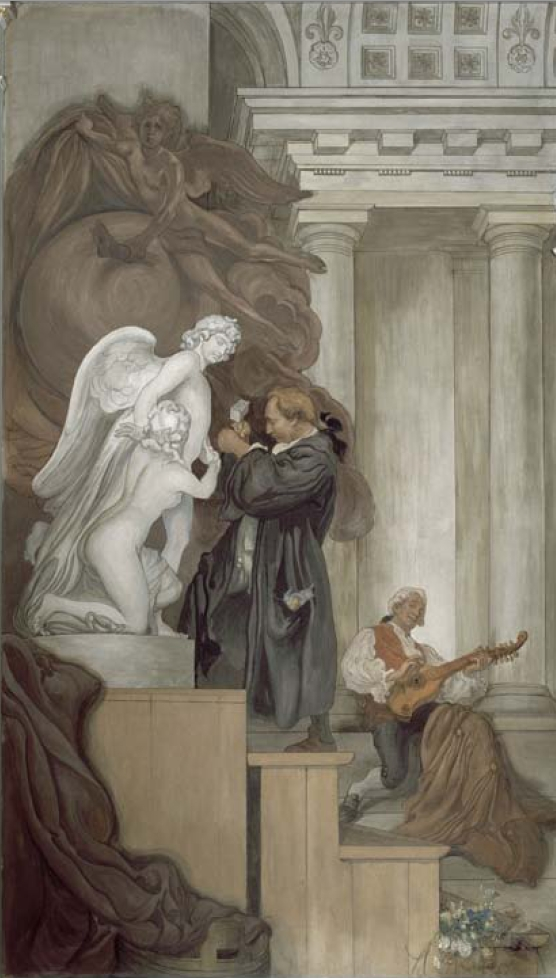
Bellman i Sergels ateljé, Carl Larsson, 1895
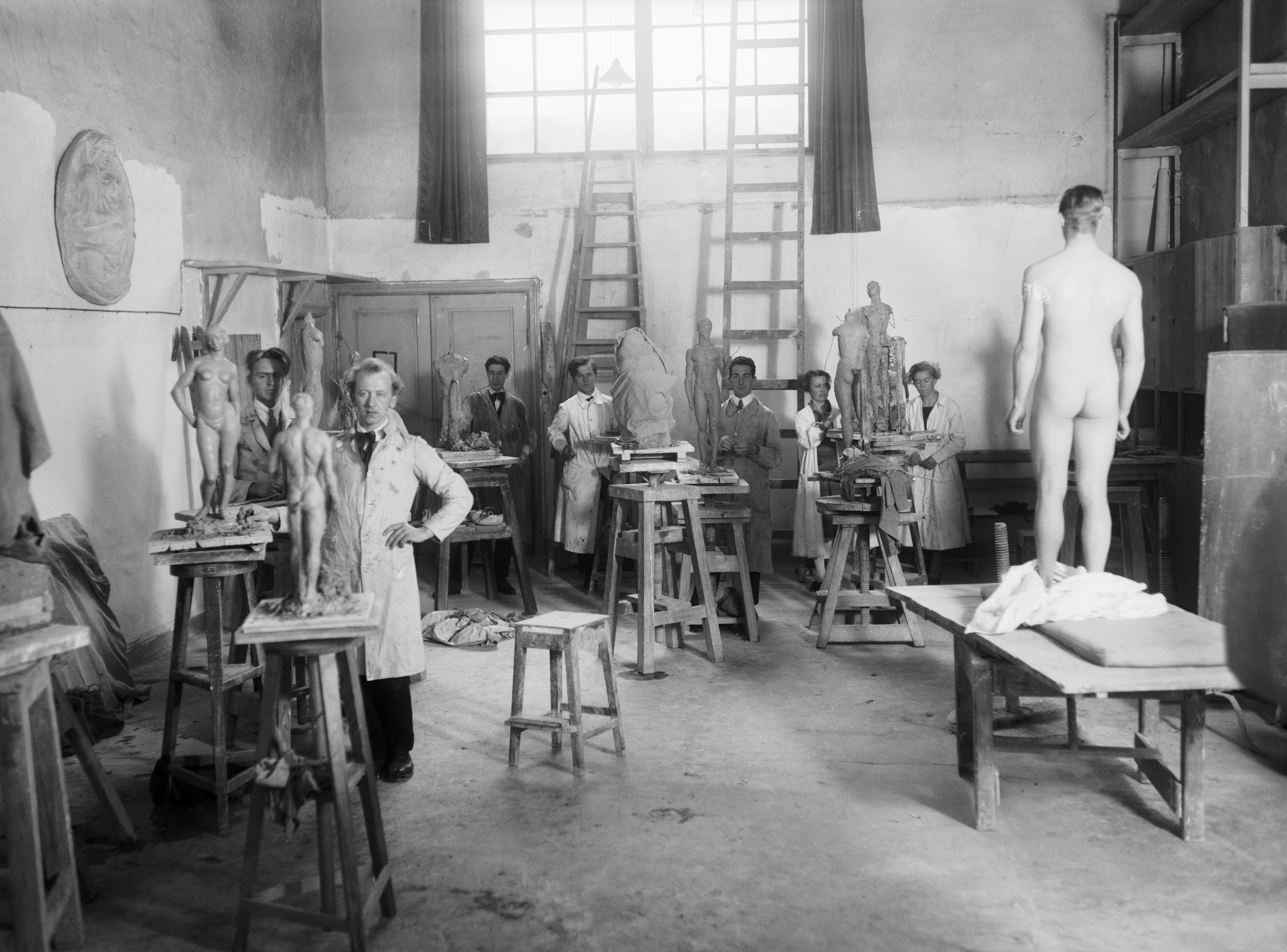
Sergelhuset, Skulptursalen 1926
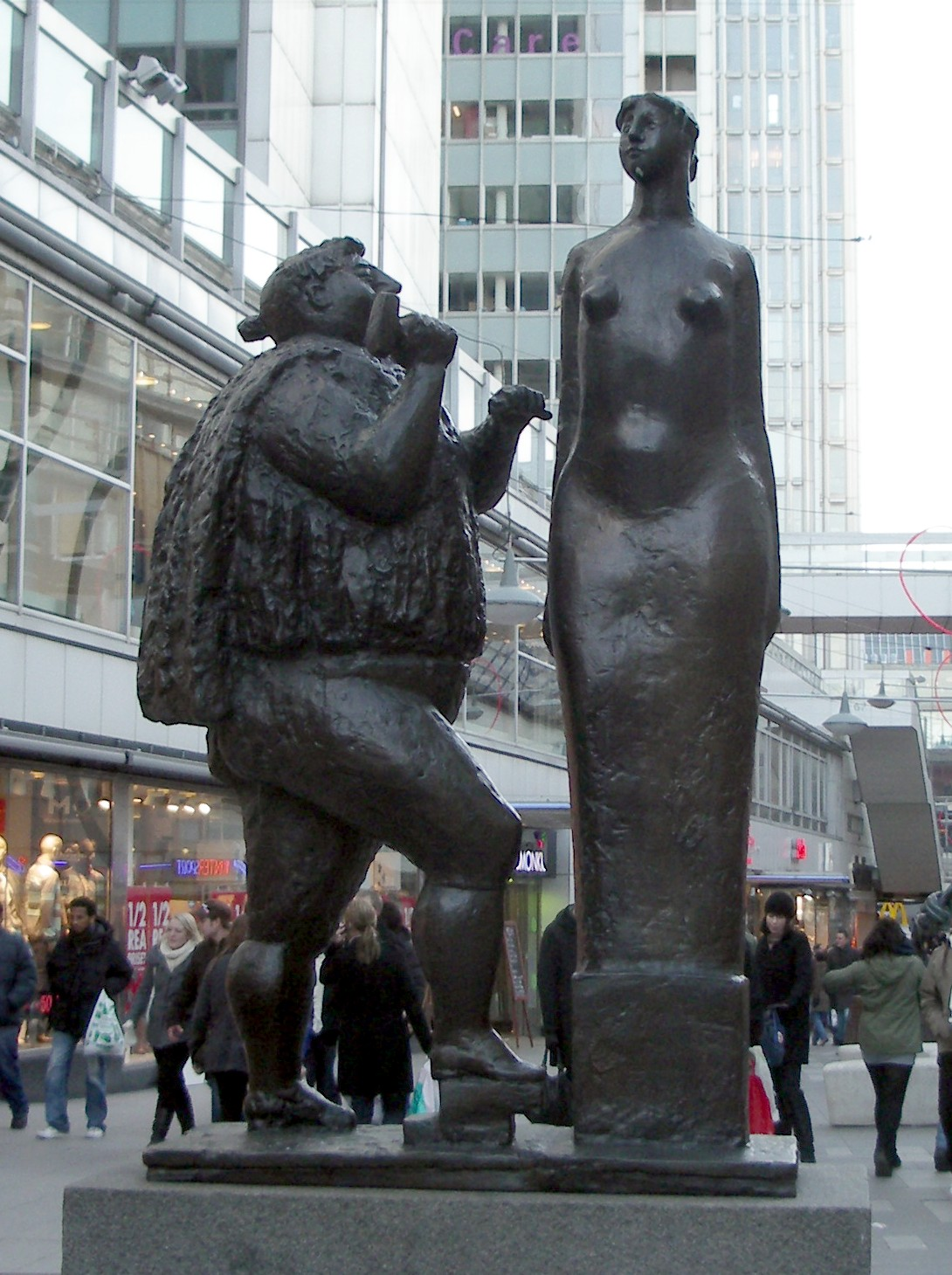
Sergelminnet, brons av Göran Strååt, 1990